# 洛匹那韋/利托那韋
洛匹那韋/利托那韋 (INN:lopinavir/ritonavir, 簡稱LPV/r)，以商品名稱Kaletra等於市面上販售，是一種用於治療和預防愛滋病的固定劑量複方抗反轉錄病毒藥物。它將洛匹那韋和低劑量的利托那韋結合成為一種製劑。通常建議與其他抗反轉錄病毒藥物一起使用 。它可作為個體碰到針刺傷害或其他潛在疾病暴露後的預防用途。 
口服的劑型有片劑、膠囊或是溶液 。
常見的副作用有腹瀉、嘔吐、疲倦、頭痛和肌肉痛。 嚴重的副作用有胰臟炎、肝臟問題和高血糖。 個體在懷孕期間使用，通常對胎兒無安全上的顧慮。製劑中的兩種成分都是愛滋病毒蛋白酶抑制劑。 
利托那韋的作用是減緩洛匹那韋受到人體肝酶CYP3A4的分解 。
洛匹那韋/利托那韋複方藥於2000年在美國獲准使用。 
它已列入世界衛生組織基本藥物標準清單之中 。

## 醫療用途
洛匹那韋/利托那韋曾經是美國治療愛滋病的一線首選組合。 但由於它較其他也是透過抑制病毒蛋白酶的治療方案的費用負擔較高，且會增加使用者腸胃不適，因此不再建議用於初次接受治療的患者 。

## 不良反應
使用洛匹那韋/利托那韋最常見的不良反應是腹瀉和噁心。在關鍵的臨床試驗中，有高達27%的患者出現中度或重度腹瀉，高達16%的患者出現中/重度噁心。其他常見的不良反應有腹痛、虛弱、頭痛、嘔吐，尤其是在兒童患者中，還可能出現皮疹。
洛匹那韋/利托那韋預計會與其他藥物產生不同程度的交互作用。這些會產生交互作用的藥物，通常是那些也經由CYP3A酶和/或P-醣蛋白來代謝或是運輸的藥物。
患有結構性心臟病、既有傳導系統異常、冠狀動脈疾病或心肌病的個體應謹慎使用此藥物。
美國食品藥物管理局 (FDA) 於2011年3月通知醫療專業人員，早產兒服用洛匹那韋/利托那韋口服溶液後，有出現嚴重健康問題的報告，可能與其中1,2-丙二醇成分有關。FDA建議避免在早產兒中使用此藥物 。

## 歷史
亞培藥廠（亞培的生物技術部門於2013年分拆後而成一獨立公司 - 艾伯維）是阿貢國家實驗室中先進光子源（APS）的早期使用者之一。APS的早期研究專案之一著重於人類免疫缺陷病毒 (HIV) 的蛋白質。亞培藥廠研究人員利用APS的光束線進行X射線晶體學研究，透過了解這些病毒蛋白結構，而得以精準地設計出能抑制HIV蛋白酶作用的藥物。當這種酶被抑制時，病毒就無法正常組裝新的病毒顆粒，而能有效阻止病毒的複製和傳播。亞培藥廠終能開發出抑制病毒蛋白酶的新產品，用來治療及預防愛滋病 。
洛匹那韋由亞培公司開發，以改進該公司早期的蛋白酶抑制劑 - 利托那韋，特別是在其血清蛋白結合特性（減少血清對蛋白酶酵素抑制的干擾）和HIV抗藥性方面（降低病毒產生藥物抗藥性的能力）。單獨使用洛匹那韋效果不佳（其在人體內的生物利用度不足），但與利托那韋併用則藥效大增。利托那韋之所以能發揮這種作用，是因為它是一種強效的抑制劑，它會強力抑制人體腸道和肝臟中的CYP3A。這種酶通常會代謝洛匹那韋，導致洛匹那韋在體內的濃度降低。
洛匹那韋/利托那韋於2000年9月獲得FDA用於醫療用途的核准，並於2001年3月在歐盟取得核准 。
以色列政府於2020年3月（在COVID-19疫情期間）宣佈將強制艾伯維授權其洛匹那韋/利托那韋的專利。艾伯維因而宣佈將完全停止執行其對此藥物的專利權 。

## 社會與文化

### 成本
泰國政府由於洛匹那韋/利托那韋價格高昂和其國內愛滋病感染蔓延，於2007年1月發佈強制許可，以生產和/或進口洛匹那韋/利托那韋的通用名藥物（學名藥） 。亞培藥廠對此以撤回其洛匹那韋以及其他七種新藥在泰國的註冊作為回應，理由是泰國政府不尊重專利 。亞培的態度遭到全球多家非政府組織的譴責，其中包括草根政治行動組織Act Up發起的網路抵制行動，以及法國非政府組織AIDES公開呼籲抵制亞培的所有藥物產品。 

### 市售劑型
目前藥廠已開發出可供兒童口服的耐熱顆粒製劑。

## 研究
在2020年3月，雖然洛匹那韋/利托那韋藥物對於SARS冠狀病毒曾顯示出治療作用，但它對於治療COVID-19的效果卻不明朗。同年，一項非盲法隨機試驗發現洛匹那韋/利托那韋組合對於治療重症COVID-19並無幫助。

## 外部連結
- . World Health Organization (WHO). （原始内容存档于2015-11-21）.